# Alessandro Lever
Alessandro Lever (Bolzano, 4 dicembre 1998) è un cestista italiano.

## Statistiche

### NCAA
| Anno      | Squadra       | PG  | PT  | MP   | TC%  | 3P%  | TL%  | RP  | AP  | PRP | SP  | PP   |
| --------- | ------------- | --- | --- | ---- | ---- | ---- | ---- | --- | --- | --- | --- | ---- |
| 2017-2018 | GCU Antelopes | 34  | 27  | 21,3 | 45,3 | 32,1 | 76,6 | 4,4 | 1,2 | 0,4 | 0,4 | 12,2 |
| 2018-2019 | GCU Antelopes | 34  | 33  | 25,5 | 44,7 | 35,4 | 74,8 | 4,3 | 1,4 | 0,4 | 0,1 | 12,5 |
| 2019-2020 | GCU Antelopes | 30  | 30  | 33,5 | 53,5 | 38,3 | 78,9 | 6,0 | 2,2 | 0,5 | 0,2 | 15,7 |
| 2020-2021 | GCU Antelopes | 24  | 24  | 28,5 | 50,9 | 37,8 | 63,4 | 5,4 | 1,7 | 0,3 | 0,2 | 13,3 |
| Carriera  | Carriera      | 122 | 114 | 26,9 | 48,5 | 35,9 | 74,1 | 4,9 | 1,6 | 0,4 | 0,2 | 13,4 |

#### Massimi in carriera
- Massimo di punti: 30 vs Seattle (22 febbraio 2018)[1]
- Massimo di rimbalzi: 14 vs Utah Valley (25 gennaio 2020)
- Massimo di assist: 6 vs Texas RGV (30 gennaio 2020)
- Massimo di palle rubate: 2 (7 volte)
- Massimo di stoppate: 2 vs (2 volte)
- Massimo di minuti giocati: 41 (2 volte)

### Club
Serie A
| Stagione        | Squadra         | Competizione    | Partite | Partite | Partite | Statistiche tiro | Statistiche tiro | Statistiche tiro | Altre statistiche | Altre statistiche | Altre statistiche | Altre statistiche | Altre statistiche |
| Stagione        | Squadra         | Competizione    | Pres.   | Titol.  | Minuti  | Tiri da 2        | Tiri da 3        | Liberi           | Rimb.             | Assist            | Rubate            | Stopp.            | Punti             |
| --------------- | --------------- | --------------- | ------- | ------- | ------- | ---------------- | ---------------- | ---------------- | ----------------- | ----------------- | ----------------- | ----------------- | ----------------- |
| 2015-2016       | Pall. Reggiana  | Serie A         | 1       | 0       | 1       | 0/0              | 0/0              | 0/0              | 0                 | 0                 | 0                 | 0                 | 0                 |
| 2016-2017       | Pall. Reggiana  | Serie A         | 1       | 0       | 6       | 0/0              | 1/1              | 0/0              | 1                 | 0                 | 0                 | 0                 | 3                 |
| Totale carriera | Totale carriera | Totale carriera | 2       | 0       | 7       | 0/0              | 1/1              | 0/0              | 1                 | 0                 | 0                 | 0                 | 3                 |

Serie A Play-off
| Stagione        | Squadra         | Competizione    | Partite | Partite | Partite | Statistiche tiro | Statistiche tiro | Statistiche tiro | Altre statistiche | Altre statistiche | Altre statistiche | Altre statistiche | Altre statistiche |
| Stagione        | Squadra         | Competizione    | Pres.   | Titol.  | Minuti  | Tiri da 2        | Tiri da 3        | Liberi           | Rimb.             | Assist            | Rubate            | Stopp.            | Punti             |
| --------------- | --------------- | --------------- | ------- | ------- | ------- | ---------------- | ---------------- | ---------------- | ----------------- | ----------------- | ----------------- | ----------------- | ----------------- |
| 2015-2016       | Pall. Reggiana  | Serie A         | 2       | 0       | 4       | 0/0              | 0/0              | 0/0              | 0                 | 0                 | 0                 | 0                 | 0                 |
| Totale carriera | Totale carriera | Totale carriera | 2       | 0       | 4       | 0/0              | 0/0              | 0/0              | 0                 | 0                 | 0                 | 0                 | 0                 |

### Cronologia presenze e punti in nazionale
| Cronologia completa delle presenze e dei punti in Nazionale - Italia | Cronologia completa delle presenze e dei punti in Nazionale - Italia | Cronologia completa delle presenze e dei punti in Nazionale - Italia | Cronologia completa delle presenze e dei punti in Nazionale - Italia | Cronologia completa delle presenze e dei punti in Nazionale - Italia | Cronologia completa delle presenze e dei punti in Nazionale - Italia | Cronologia completa delle presenze e dei punti in Nazionale - Italia | Cronologia completa delle presenze e dei punti in Nazionale - Italia |
| Data                                                                 | Città                                                                | In casa                                                              | Risultato                                                            | Ospiti                                                               | Competizione                                                         | Punti                                                                | Note                                                                 |
| -------------------------------------------------------------------- | -------------------------------------------------------------------- | -------------------------------------------------------------------- | -------------------------------------------------------------------- | -------------------------------------------------------------------- | -------------------------------------------------------------------- | -------------------------------------------------------------------- | -------------------------------------------------------------------- |
| 26/11/2021                                                           | San Pietroburgo                                                      | Russia                                                               | 92 - 78                                                              | Italia                                                               | Qual. Mondiali 2023                                                  | 0                                                                    | [ 2 ]                                                                |
| Totale                                                               |                                                                      | Presenze                                                             | 1                                                                    |                                                                      | Punti                                                                | 0                                                                    |                                                                      |

## Palmarès
- Coppa Italia: 1

Napoli Basket: 2024